# Syllepte argillosa
Syllepte argillosa là một loài bướm đêm trong họ Crambidae.